# 1607
1607 (MDCVII) je bilo navadno leto, ki se je po gregorijanskem koledarju začelo na ponedeljek, po 10 dni počasnejšem julijanskem koledarju pa na četrtek.

## Dogodki
- Jamestown postane prva stalna naselbina angležev v Severni Ameriki.
- Havana postane glavno mesto španske kolonije Kuba.
- Objavljena kitajska enciklopedija Sancai Tuhui.

## Rojstva
- 5. november - Anna Maria van Schurman, nizozemska učenjakinja († 1678)

## Smrti
Neznan datum
- Gazi II. Geraj,  kan Krimskega kanata (* 1554)